# Comuna Movilița, Vrancea
Movilița este o comună în județul Vrancea, Moldova, România, formată din satele Diocheți-Rediu, Frecăței, Movilița (reședința), Trotușanu și Văleni.

## Așezare
Comuna se află în zona de nord-est a județului, la nord-est de orașul Panciu, pe malul stâng al râului Zăbrăuți. Este traversat de șoseaua județeană DJ205H, care îl leagă spre sud-vest de Panciu și spre nord de Păunești și Pufești (unde se termină în DN2). La Movilița, din acest drum se ramifică șoseaua județeană DJ205J, care duce spre sud tot la Panciu, pe o rută ce trece Zăbrăuțiul mai în aval ca prima.
Prin comună trece și calea ferată Mărășești-Panciu, pe care este deservită de stația Diocheți.

## Demografie
Componența etnică a comunei Movilița
     Români (90,19%)
     Alte etnii (0,06%)
     Necunoscută (9,75%)
Componența confesională a comunei Movilița
     Ortodocși (87,49%)
     Creștini de rit vechi (2,27%)
     Alte religii (0,32%)
     Necunoscută (9,93%)
Conform recensământului efectuat în 2021, populația comunei Movilița se ridică la 3.476 de locuitori, în creștere față de recensământul anterior din 2011, când fuseseră înregistrați 3.183 de locuitori. Majoritatea locuitorilor sunt români (90,19%), iar pentru 9,75% nu se cunoaște apartenența etnică. Din punct de vedere confesional, majoritatea locuitorilor sunt ortodocși (87,49%), cu o minoritate de creștini de rit vechi (2,27%), iar pentru 9,93% nu se cunoaște apartenența confesională.

## Politică și administrație
Comuna Movilița este administrată de un primar și un consiliu local compus din 13 consilieri. Primarul, Adrian Grigoraș[*], de la Uniunea Salvați România, este în funcție din 1 noiembrie 2024. Începând cu alegerile locale din 2024, consiliul local are următoarea componență pe partide politice:
|  | Partid                          | Consilieri | Componența Consiliului | Componența Consiliului | Componența Consiliului | Componența Consiliului |
|  | ------------------------------- | ---------- | ---------------------- | ---------------------- | ---------------------- | ---------------------- |
|  | Uniunea Salvați România         | 4          |                        |                        |                        |                        |
|  | Partidul Social Democrat        | 4          |                        |                        |                        |                        |
|  | Forța Dreptei                   | 2          |                        |                        |                        |                        |
|  | Partidul Național Liberal       | 2          |                        |                        |                        |                        |
|  | Alianța pentru Unirea Românilor | 1          |                        |                        |                        |                        |

## Istorie
La sfârșitul secolului al XIX-lea, comuna făcea parte din plasa Șușița a județului Putna și avea în compunere satele Chețcani, Frecăței, Movilița și Trotușanu, având în total 2008 locuitori. În comună funcționau trei biserici și o școală mixtă cu 18 elevi. La acea vreme, pe teritoriul actual al comunei, mai funcționa în aceeași plasă și comuna Diocheți, cu satele Diocheți, Bolotești și Sperieți, populația acestora fiind de 1071 de locuitori ce trăiau în 302 case. În comună funcționau două biserici.
Anuarul Socec din 1925 consemnează cele două comune în plasa Zăbrăuți a aceluiași județ; Diocheți avea 1106 locuitori în satele Chițcani, Diocheți, Rediu și Sperieți, iar Movilița avea în satele Frecăței, Movilița și Trotușanu, 1900 de locuitori.
În 1950, cele două comune au fost transferate raionului Panciu din regiunea Putna, apoi (după 1952) din regiunea Bârlad și (după 1956) din regiunea Galați. În 1964, satul Sperieți-Chițcani (rezultat anterior din comasarea satelor Sperieți și Chițcani și trecut la comuna Movilița) a luat numele de Zăbrăuți. În 1968, cele două comune au fost trecute la județul Vrancea, comuna Diocheți fiind imediat desființată și inclusă în comuna Movilița; satul Zăbrăuți a fost desființat și inclus în satul Movilița.

## Monumente istorice

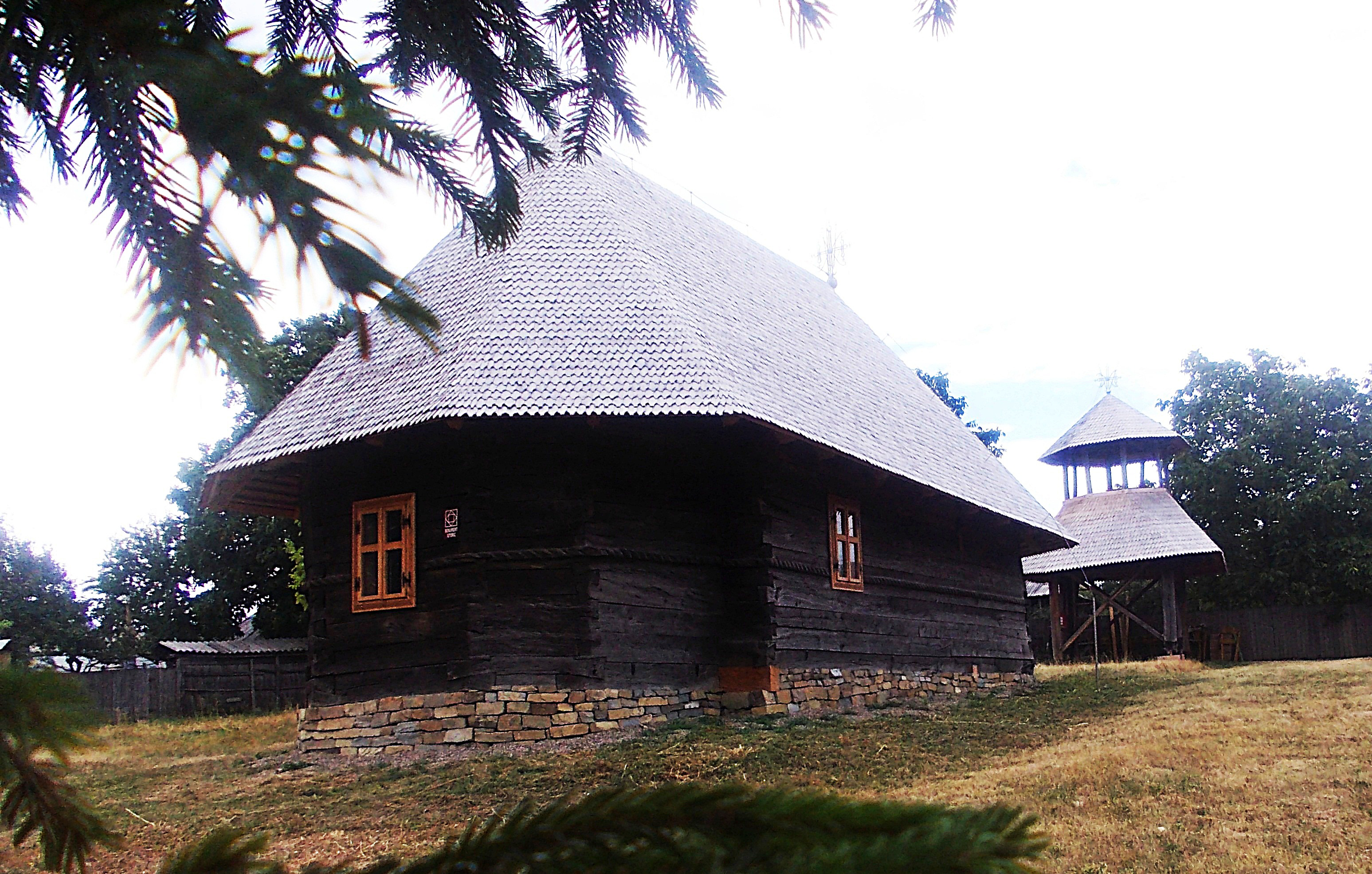
Biserica „Sfântul Ioan Botezătorul” din Movilița, monument istoric de arhitectură de interes național din comuna Movilița.

În comuna Movilița se află biserica de lemn „Sfântul Ioan Botezătorul”, monument istoric de arhitectură de interes național. Biserica se află în satul Movilița (în centrul fostului sat Chițcani) și datează din secolul al XVII-lea.